# 75-мм гармата Кане
75-мм гармата Кане — корабельна гармата «протимінного» калібру, розроблена французьким конструктором Густавом Кане. Будувалася у Росії за французькою ліцензією та знаходилося на озброєнні військово-морського флоту Російської імперії до кінця її існування, Українського флоту у 1917-1919, флоту РРФСР, СРСР та Фінляндії аж до середини 20 сторіччя. Усього було виготовлено 799 гармат цього типу (248 на Мотовіліхських заводах у Пермі та 551 на Обухівському сталеливарному заводі).

## Історія
Основним призначенням 75-мм гармати Кане первинно була боротьба з міноносцями, торпедними канонерськими човнами та мінними крейсерами, що могли завдати торпедного удару по великим кораблям. За задумом, скорострільність гармати мала забезпечити ураження цілі. Вогонь мав вестися бронебійними снарядами для того щоб пробити борт, вугільний бункер та вивести з ладу ходову машину торпедного корабля, що атакує.
Фугасні снаряди для 75-мм гармати почали виробляти тільки в десятих роках двадцятого сторіччя. З підвищенням ролі авіації було впроваджено зенітний варіант гармати з великим кутом підняття.
Гармата активно застосовувалася у російсько-японській війні як «протимінна» та допоміжна для артилерії середнього калібру. Також вона була гарматою основного калібру у тодішніх ескадрених (великих) міноносців. Досвід війни продемонстрував недостатню могутність 75-міліметровки, внаслідок чого протимінний калібр нових кораблів почав зростати до 120—130 мм, а основним калібром есмінців типу «Новік» стали гармати 102 мм.
Надалі 75-мм гармата Кане використовувалася як зенітна, а також на допоміжних кораблях, проти-десантних і протикатерних берегових батареях. У Фінляндії ці гармати стояли на озброєнні берегових батарей до середини 20 сторіччя.

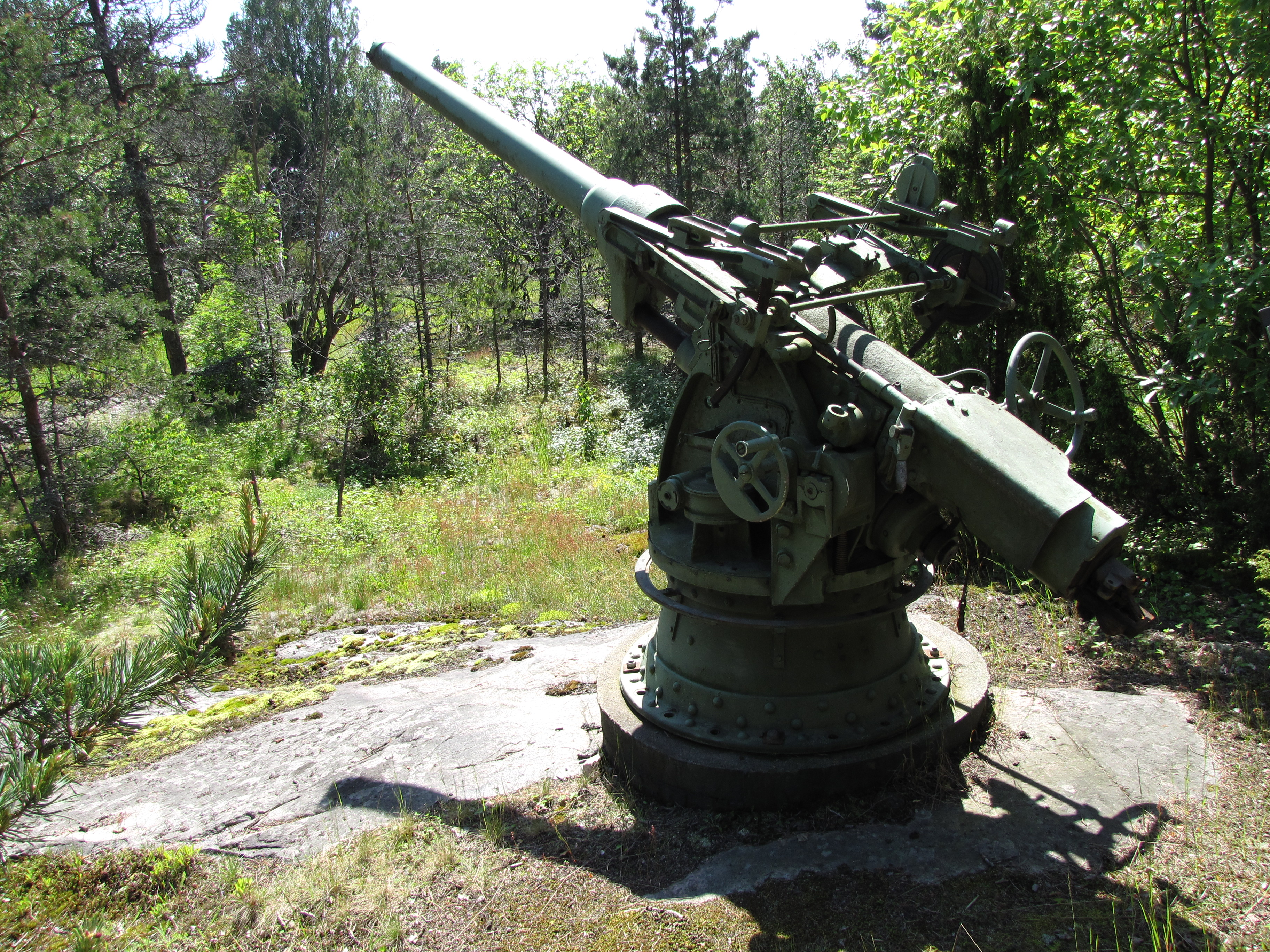
75-мм гармата Кане берегової батареї у Куівассарі, Фінляндія